# Sarcophanops samarensis
Sarcophanops samarensis là một loài chim trong họ Eurylaimidae.